# ノースクイーンカップ
ノースクイーンカップは、ホッカイドウ競馬で施行される地方競馬の重賞競走である。産経新聞社より優勝杯の提供を受けており、名称は2010年より「サンケイスポーツ杯　ノースクイーンカップ」と表記されている。

## 概要
1974年から1996年まで行われていた「クイーンカップ」を前身とし、2002年にサラブレッド系3歳以上牝馬限定の重賞競走として新設。
ホッカイドウ競馬のグレードでは2009年までH3に格付けされていたが、2010年よりH2に格上げとなり、1着賞金も100万円から300万円へ増額。あわせてGRANDAME-JAPAN（古馬シーズン）の対象競走にも指定された。
2013年までは、ホッカイドウ競馬の古馬重賞競走で唯一の牝馬限定戦であった。
2002年は門別競馬場で施行されたが、2003年から2008年までは旭川競馬場で施行。2009年より再び門別競馬場に戻された。
2021年（第20回）は当初7月15日に施行予定であったが濃霧によって取りやめとなり、再投票のうえで同月20日に行われた。
2024年からGRANDAME-JAPAN古馬シーズンが春と秋の2シーズン制となり、本競走は秋シーズンの構成競走となる。

### 競走条件・賞金（2025年）
出走資格
サラブレッド系3歳以上牝馬オープン、地方全国交流で他地区所属の出走枠は4頭以下。
- ヒダカソウカップの3着以上の馬と、フロイラインカップの2着以上の馬に優先出走権がある。

負担重量
別定。3歳54kg、4歳以上56kg（南半球産3歳2kg減、同4歳1kg減）
賞金額
1着600万円、2着168万円、3着126万円、4着84万円、5着42万円。
副賞
スタリオンシリーズに指定されており、ダノンスマッシュの翌年度配合権利が優勝馬生産牧場への副賞となっている。
優先出走権付与
3着以上に入った馬に、ブリーダーズゴールドカップへの優先出走権が付与される。

## 過去の副賞
スタリオンシリーズ競走に指定されており、以下の種牡馬の種付権が贈られている。
| 年     | 種牡馬               | 付与対象者 | 出典   |
| ------ | -------------------- | ---------- | ------ |
| 2002年 | ダンスインザダーク   | 馬主       | [ 7 ]  |
| 2003年 | バブルガムフェロー   | 馬主       | [ 7 ]  |
| 2004年 | ディアブロ           | 馬主       | [ 8 ]  |
| 2005年 | スキャターザゴールド | 馬主       | [ 8 ]  |
| 2006年 | キッケンクリス       |            | [ 9 ]  |
| 2007年 | キングヘイロー       |            | [ 10 ] |
| 2008年 | ゴールドアリュール   |            | [ 11 ] |
| 2009年 | ゴールドアリュール   |            | [ 12 ] |
| 2010年 | ゴールドアリュール   |            | [ 13 ] |
| 2011年 | アドマイヤムーン     |            | [ 14 ] |
| 2012年 | ワークフォース       |            | [ 15 ] |
| 2013年 | キングズベスト       | 馬主       | [ 16 ] |
| 2014年 | キングズベスト       | 生産牧場   | [ 17 ] |
| 2015年 | ゴールドアリュール   | 生産牧場   | [ 18 ] |
| 2016年 | キングズベスト       | 生産牧場   | [ 19 ] |
| 2017年 | キングズベスト       | 生産牧場   |        |
| 2018年 | シニスターミニスター | 生産牧場   | [ 20 ] |
| 2019年 | シニスターミニスター | 生産牧場   |        |
| 2020年 | シニスターミニスター | 生産牧場   |        |
| 2021年 | シニスターミニスター | 生産牧場   |        |
| 2022年 | ダノンスマッシュ     | 生産牧場   | [ 21 ] |
| 2023年 | ダノンスマッシュ     | 生産牧場   |        |
| 2024年 | ダノンスマッシュ     | 生産牧場   |        |

## 歴代優勝馬
| 回数   | 施行日        | 開催地 | 距離  | 頭数 | 優勝馬             | 性齢 | 所属   | タイム | 優勝騎手   | 管理調教師 |
| ------ | ------------- | ------ | ----- | ---- | ------------------ | ---- | ------ | ------ | ---------- | ---------- |
| 第1回  | 2002年10月1日 | 門別   | 1800m | 14頭 | ビクトリアノニジ   | 牝3  | 北海道 | 1.55.1 | 五十嵐冬樹 | 谷口常信   |
| 第2回  | 2003年9月2日  | 旭川   | 1600m | 7頭  | プラチナウィンク   | 牝6  | 北海道 | 1.45.1 | 五十嵐冬樹 | 松本隆宏   |
| 第3回  | 2004年9月16日 | 旭川   | 1600m | 14頭 | グローリサンディ   | 牝3  | 北海道 | 1.44.3 | 齊藤正弘   | 恵多谷豊   |
| 第4回  | 2005年9月1日  | 旭川   | 1600m | 12頭 | ウイッシュウイング | 牝5  | 北海道 | 1.43.8 | 服部茂史   | 楠克美     |
| 第5回  | 2006年8月31日 | 旭川   | 1600m | 14頭 | サンマルアンサー   | 牝5  | 北海道 | 1.42.5 | 佐々木国明 | 柳澤好美   |
| 第6回  | 2007年9月27日 | 旭川   | 1600m | 12頭 | ベルモントミサンガ | 牝5  | 北海道 | 1.43.0 | 五十嵐冬樹 | 佐々木一夫 |
| 第7回  | 2008年9月10日 | 旭川   | 1600m | 13頭 | ポエラヴァ         | 牝4  | 北海道 | 1.44.8 | 坂下秀樹   | 米川昇     |
| 第8回  | 2009年9月23日 | 門別   | 1800m | 14頭 | アースファイヤー   | 牝4  | 北海道 | 1.56.2 | 服部茂史   | 岡島玉一   |
| 第9回  | 2010年9月21日 | 門別   | 1800m | 13頭 | ショウリダバンザイ | 牝3  | 大井   | 1.54.4 | 服部茂史   | 高岩孝敏   |
| 第10回 | 2011年7月28日 | 門別   | 1800m | 14頭 | ショウリダバンザイ | 牝4  | 北海道 | 1.56.2 | 服部茂史   | 林和弘     |
| 第11回 | 2012年7月26日 | 門別   | 1800m | 11頭 | ショウリダバンザイ | 牝5  | 北海道 | 1.57.1 | 井上俊彦   | 林和弘     |
| 第12回 | 2013年7月23日 | 門別   | 1800m | 9頭  | クラキンコ         | 牝6  | 北海道 | 1.56.2 | 宮崎光行   | 堂山芳則   |
| 第13回 | 2014年7月15日 | 門別   | 1800m | 11頭 | ココロバ           | 牝6  | 北海道 | 1.58.9 | 阪野学     | 田中淳司   |
| 第14回 | 2015年7月22日 | 門別   | 1800m | 13頭 | サンバビーン       | 牝5  | 北海道 | 1.55.6 | 岩橋勇二   | 田中淳司   |
| 第15回 | 2016年7月21日 | 門別   | 1800m | 9頭  | タイムビヨンド     | 牝4  | 北海道 | 1.52.5 | 宮崎光行   | 堂山芳則   |
| 第16回 | 2017年7月20日 | 門別   | 1800m | 8頭  | ジュエルクイーン   | 牝5  | 北海道 | 1.58.5 | 五十嵐冬樹 | 田中正二   |
| 第17回 | 2018年7月18日 | 門別   | 1800m | 9頭  | ジュエルクイーン   | 牝6  | 北海道 | 1.54.4 | 五十嵐冬樹 | 田中正二   |
| 第18回 | 2019年7月18日 | 門別   | 1800m | 12頭 | クレイジーアクセル | 牝4  | 大井   | 1.55.0 | 吉原寛人   | 渡邉和雄   |
| 第19回 | 2020年7月16日 | 門別   | 1800m | 10頭 | クオリティスタート | 牝6  | 北海道 | 1:57.1 | 桑村真明   | 角川秀樹   |
| 第20回 | 2021年7月20日 | 門別   | 1800m | 12頭 | コーラルツッキー   | 牝4  | 川崎   | 1:57.0 | 松井伸也   | 山崎裕也   |
| 第21回 | 2022年7月7日  | 門別   | 1800m | 11頭 | ネーロルチェンテ   | 牝5  | 北海道 | 1:55.9 | 石川倭     | 米川昇     |
| 第22回 | 2023年7月6日  | 門別   | 1800m | 10頭 | レスペディーザ     | 牝5  | 北海道 | 1:57.3 | 小野楓馬   | 田中淳司   |
| 第23回 | 2024年7月18日 | 門別   | 1800m | 12頭 | ラブラブパイロ     | 牝5  | 大井   | 1:56.4 | 西啓太     | 荒井朋弘   |
| 第24回 | 2025年7月17日 | 門別   | 1800m | 7頭  | サンオークレア     | 牝6  | 北海道 | 1:56.7 | 石川倭     | 五十嵐冬樹 |

### 各回競走結果の出典
- ノースクイーンカップ 歴代優勝馬（地方競馬全国協会）